# Mitlînți, Haisîn
Mitlînți (în ucraineană Мітлинці) este localitatea de reședință a comunei Mitlînți din raionul Haisîn, regiunea Vinnița, Ucraina.

## Demografie
Componența lingvistică a localității Mitlînți
     Ucraineană (98,86%)
     Alte limbi (1,02%)
Conform recensământului din 2001, majoritatea populației localității Mitlînți era vorbitoare de ucraineană (98,86%), existând în minoritate și vorbitori de alte limbi.